# Historijski zbornik
Historijski zbornik časopis je Društva za hrvatsku povjesnicu, nekada Povijesnoga društva Hrvatske, odnosno Saveza povijesnih društava Hrvatske. 
To je najstarije strukovno povjesničarsko društvo u Republici Hrvatskoj, koje kontinuirano djeluje od 1947. godine. U prvim je desetljećima društvo trebalo biti (i bilo je) jedno od središta historiografskoga rada, neovisno o JAZU i njezinim znanstvenim institutima.
Historijski zbornik izlazi neprekidno već punih šezdeset godina, od 1948. godine kada je objavljen prvi svezak. Osnovao ga je Jaroslav Šidak, koji je bio i njegov prvi i dugogodišnji urednik od 1948. do 1984. godine.
Do sada je tiskan pedeset i jedan svezak na više od devetnaest tisuća stranica. Deset je puta Historijski zbornik izišao kao dvogodišnjak: prvi put kao dvogodište 11–12 (1958. – 1959.), posljednji put kao dvogodište 56–57 (2003. – 2004.). Svi su ostali takvi slučajevi zabilježeni između 1966. i 1981., kada je časopis stalno izlazio u dvogodišnjem ritmu. Početni je naum uredništva bio da časopis izlazi godišnje u četirima brojevima, ali se tomu uspjelo barem donekle približiti samo jedne godine: u petoj godini izlaženja, 1952., izišla su dva sveska kao dvobroji 1–2 i 3–4. Još jedna zanimljivost kada je riječ o tehničkom opisu časopisa: najdeblji svezak časopisa jest dvogodište 21–21 (1968. – 1969.) sa 715 stranica, a najtanji je svezak objavljen 1953. (166 stranica). Dvogodište 56–57 (2003. – 2004.) također je izišlo na relativno malom broju stranica: 259.
U ovom su časopisu svoje radove objavljivali i nadalje objavljuju mnogobrojni hrvatski i strani povjesničari. Svoje je stranice Historijski zbornik odavno otvorio i znanstvenim novacima i doktorandima. Dosad su priloge u časopisu tiskala 433 autora, od čega 347 iz Hrvatske, 39 iz drugih republika bivše Jugoslavije te 47 iz inozemstva. Širok je spektar inozemnih autora – od SSSR-a, preko zemalja iz regije poput Mađarske i Austrije, do Sjedinjenih Američkih Država.
U zborniku su objavljivali Tomo Čubelić, Dragutin Pavličević, Petar Strčić i drugi.

## Vanjske povezice
- Digitalizirana godišta Historijskog zbornika
- Historijski zbornik na Portalu znanstvenih časopisa Republike Hrvatske – Hrčak